# Somatolophia ectrapelaria
Somatolophia ectrapelaria là một loài bướm đêm trong họ Geometridae.